# John F. Shafroth

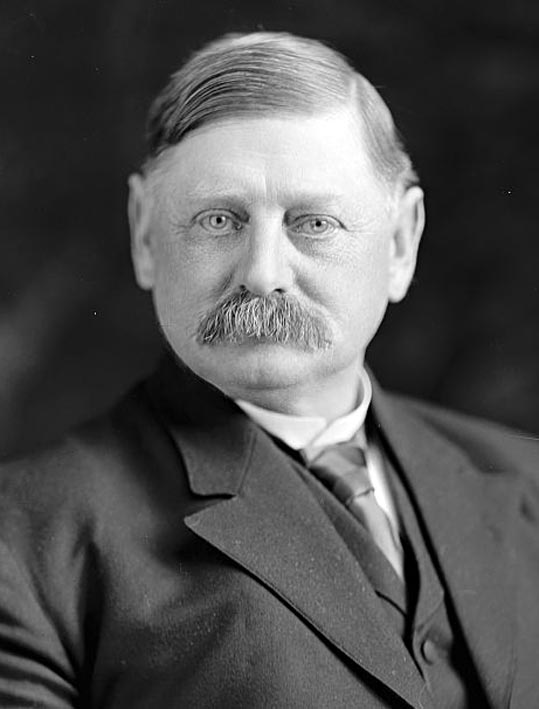
John F. Shafroth

John Franklin Shafroth (* 9. Juni 1854 in Fayette, Howard County, Missouri; † 20. Februar 1922 in Denver, Colorado) war ein US-amerikanischer Politiker, der den Bundesstaat Colorado in beiden Kammern des Kongresses vertrat. Überdies war er von 1909 bis 1913 der 17. Gouverneur dieses Staates.

## Frühe Jahre
Nach der Grundschule besuchte Shafroth bis 1875 die University of Michigan in Ann Arbor. Nach einem anschließenden Jurastudium wurde er 1876 als Rechtsanwalt zugelassen. Danach begann er in Fayette in seinem neuen Beruf zu arbeiten. Im Jahr 1879 zog er nach Denver in Colorado, wo er ebenfalls als Rechtsanwalt arbeitete. Zwischen 1887 und 1891 war er Anwalt der Stadt Denver.

## Politische Laufbahn
Von 1895 bis 1904 war Shafroth Abgeordneter im US-Repräsentantenhaus in Washington. Während dieser Zeit trat er von der Republikanischen Partei zu den Demokraten über. Nachdem seine letzte Wahl in den Kongress angefochten wurde, legte er im Jahr 1904 sein Mandat nieder.
Im Jahr 1908 wurde Shafroth zum neuen Gouverneur seines Staates gewählt. Er trat sein Amt am 12. Januar 1909 an. Nach einer Wiederwahl im November 1910 konnte er bis zum 14. Januar 1913 im Amt bleiben. In diesen vier Jahren wurde ein Umweltausschuss gegründet. Für gefährliche Berufe wurde der Achtstundentag eingeführt. Die Gesetze bezüglich der Frauen- und Kinderarbeit wurden reformiert und die Direktwahl der US-Senatoren entsprechend einem Zusatz zur US-Verfassung eingeführt. Ein anderes Gesetz sah Sicherheitsinspektionen in Fabriken vor. Auch das Vorwahlprinzip wurde in jenen Jahren in Colorado erstmals angewandt.
Nach dem Ende seiner Gouverneurszeit wurde er für die Demokratische Partei in den US-Senat gewählt. Dieses Mandat übte er zwischen 1913 und 1919 aus. Im Senat war er Vorsitzender eines Ausschusses, der sich mit den amerikanischen Inseln im Pazifik und Puerto Rico befasste.  Nach seiner erfolglosen Wiederwahlkampagne wurde er bis 1921 Mitglied einer Regierungskommission der Bundesregierung (War Minerals Relief Commission). John Shafroth starb im Februar 1922. Er war mit Virginia Morrision verheiratet, mit der er fünf Kinder hatte.